# Kim Fupz Aakeson
Kim Fupz Aakeson, född 12 september 1958 i Köpenhamn, är en dansk författare och illustratör.
1982 debuterade Aakeson som serietecknare med albumet Gå løs på livet. Tidigare hade han varit frilansillustratör för diverse tidningar. Debuten som barnboksförfattare kom 1984 med Hvem Vover at Vække Guderne, och han har efter det utöver barnböcker även skrivit både noveller och romaner, ofta i samarbete med illustratören Cato Thau-Jensen.
Han har också skrivit dramatik och levererat stycken till bland annat Ålborg Teater och Radioteatern.

## Priser och utmärkelser
- Kulturministeriets barnbokspris 1990 för Dengang min onkel Kulle blev skør och Stor og stærk
- Gyldendals Store Børnebogspris 2012